# Змилуйся над нами
«Змилуйся над нами» — радянський художній фільм 1978 року, знятий на Литовській кіностудії.

## Сюжет
Окупована фашистами Литва, 1943 рік. Учні випускного класу гімназії в Каунасі відмовляються вступити в націоналістичний литовський батальйон — хтось, ведучи контрпропаганду нацистським ідеям, переконує хлопчиків не ставати пособниками нацистів. Всі спроби місцевого капелана їх врятувати виявляються марними, і тепер йому потрібно хоча б наздогнати потяг, що відвозить їх назавжди, щоб в останній раз благословити хлопчиків.

## У ролях
- Альгірдас Латенас — Альгіс Нарбутас
- Дмитро Миргородський — капелан Йомантас
- Раймонда Буйвідавічюте — Ірена
- Антанас Габренас — директор школи
- Гедимінас Карка — Гентвайніс, вчитель
- Генрікас Кураускас — батько Альгіса
- Тетяна Майорова — мати Альгіса
- Вітаутас Паукште — лікар
- Вальдас Ятаутіс — кардинал
- Вітаутас Баркаускас — єпископ
- Саулюс Барейкіс — Гядимінас
- Ремігіюс Вілкайтіс — Густас
- Любомирас Лауцявичюс — начальник поліції
- Владас Багдонас — поліцейський
- Повілас Гайдіс — німецький офіцер
- Альгімантас Масюліс — батько Гядимінаса
- Еугенія Шулгайте — мати Йомантаса
- Юстинас Шейбокас — Бендорюс, вчитель
- Вітаутас Ейдукайтіс — Валюшис, вчитель
- Регіна Варнайте — вчителька
- Юозас Мешкаускас — сторож на цвинтарі
- Ніна Реус — епізод
- Неле Савиченко-Клімене — епізод

## Знімальна група
- Режисер — Альгірдас Арамінас
- Оператор — Йонас Марцинкявічюс
- Композитор — Бронісловас-Вайдутіс Кутавічюс
- Художник — Альгірдас Нічюс